# Christian Bakkerud
Christian Bakkerud, född 3 november 1984 i Köpenhamn, död 11 september 2011 i Tooting, Wandsworth, London, var en dansk racerförare.

## Racingkarriär

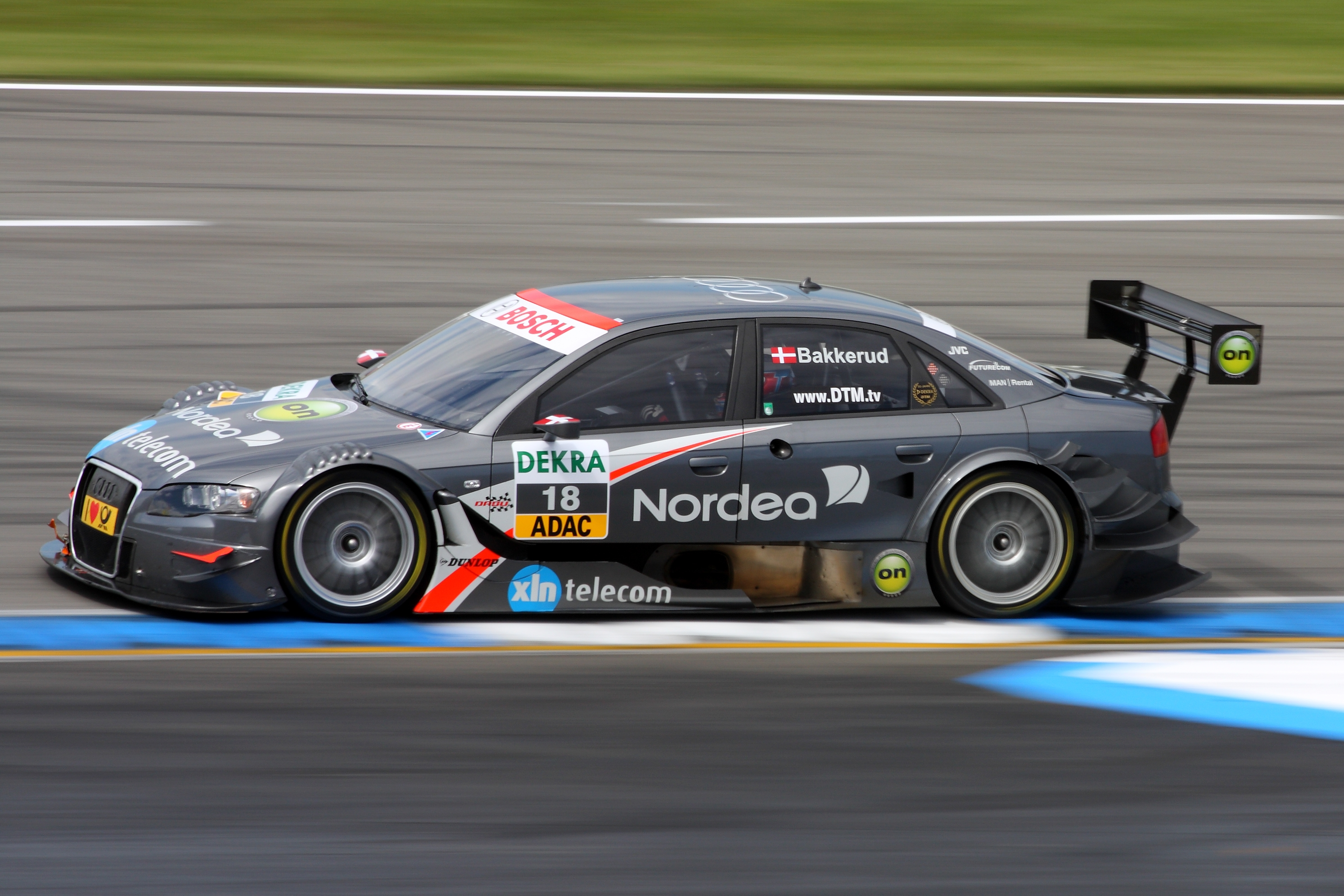
Christian Bakkerud i Deutsche Tourenwagen Masters 2009.

Bakkerud gick från karting till Formel BMW ADAC till säsongen 2002. Han stannade i serien under två år, efter att som bäst blivit femtonde i mästerskapet 2002. Bakkerud flyttade över till Formula BMW UK säsongen 2004, där han tog tre pallplatser och blev elva totalt för Carlin Motorsport.
Bakkeruds nästa steg blev brittiska Formel 3. Han tog fyra pallplatser, ett snabbaste varv och slutade sjua totalt 2005. Han körde även Macaus Grand Prix, där han gick i mål som sjua. Bakkerud fortsatte i samma mästerskap 2006, och blev då sexa, efter att ha vunnit ett race. I Masters of Formula 3, som han brutit året innan, gick han i mål som trea.
Till säsongen 2007 fick Bakkerud ett kontrakt med David Prince Racing i GP2 Series, klassen under Formel 1. Han plockade inte ett enda poäng, medan hans teamkamrat, Andy Soucek, blev sextonde totalt. Bakkerud körde GP2 Asia Series 2008 för Super Nova Racing, men lyckades inte heller där ta några poäng. I huvudserien fick han endast köra tre race.
Efter två år i GP2 Series, gav Bakkerud upp sin formelbilskarriär och bytte till Deutsche Tourenwagen Masters och Le Mans Series. I det förstnämnda tog han inga poäng, men i Le Mans Series blev han femtonde med Kolles. I Asian Le Mans Series blev han fyra totalt och i Le Mans 24-timmars gick han, Christijan Albers och Giorgio Mondini i mål på nionde plats i LMP1-klassen. 2010 körde Bakkerud sin sista stora tävling, Le Mans 24-timmars, vilket hans team dock bröt.
| År   | Klass/Mästerskap             | Team                 | Bil                        | Totalt/poäng | Bästa placering                |
| ---- | ---------------------------- | -------------------- | -------------------------- | ------------ | ------------------------------ |
| 2002 | Formel BMW ADAC              | VIVA Racing          | BMW FB02                   | 15:e/37p     | 3:a på Hockenheimring (Race 2) |
| 2003 | Formel BMW ADAC              | Team Rosberg         | BMW FB02                   | 24:a/5p      | 8:a på Norisring (Race 2)      |
| 2004 | Formula BMW UK               | Carlin Motorsport    | Mygale FB02 (BMW K1200RS)  | 11:a/61p     | 2:a på Thruxton (Race 2)       |
| 2005 | Brittiska F3-mästerskapet    | Carlin Motorsport    | Dallara F305 (Mugen Honda) | 7:a/124p     | 2:a på Croft (Race 2)          |
| 2005 | Macaus Grand Prix            | Carlin Motorsport    | ?                          | 7:a          | 7:a                            |
| 2005 | Masters of Formula 3         | Carlin Motorsport    | Dallara (Mugen Honda)      | Bröt         | Bröt                           |
| 2006 | Brittiska F3-mästerskapet    | Carlin Motorsport    | Dallara F306 (Mugen Honda) | 6:a/129p     | 1:a på Mugello (Race 1)        |
| 2006 | Masters of Formula 3         | Carlin Motorsport    | Dallara F305 (Mugen Honda) | 16:e         | 16:e                           |
| 2007 | GP2 Series                   | David Price Racing   | Dallara GP2/05 (Renault)   | -/0p         | Tre tolfteplatser              |
| 2008 | GP2 Asia Series              | Super Nova Racing    | Dallara GP2/05 (Renault)   | -/0p         | 10:a i Dubai (Race 2)          |
| 2008 | GP2 Series                   | Super Nova Racing    | Dallara GP2/08 (Renault)   | -/0p         | 10:a i Monaco (Race 1)         |
| 2009 | Deutsche Tourenwagen Masters | Kolles Futurecom-BRT | Audi A4 DTM 07             | -/0p         | 12:a på Hockenheimring         |
| 2009 | Le Mans Series - LMP1        | Kolles               | Audi R10 TDI               | 15:e/6p      | 5:a på Silverstone             |
| 2009 | Asian Le Mans Series - LMP1  | Kolles               | Audi R10 TDi               | 4:a/10p      | 3:a på Okayama                 |
| 2009 | Le Mans 24-timmars - LMP1    | Kolles               | Audi R10 TDi               | 9:a          | 9:a                            |
| 2010 | Le Mans 24-timmars - LMP1    | Kolles               | Audi R10                   | Bröt         | Bröt                           |

## Död
Bakkerud hade inte kört någon stor tävling under 2011, utan varit importchef på ett rederi. Den 10 september krockade han med sin Audi RS6 i Wimbledon, London, och avled med hjärnskador på sjukhus dagen efter. Under utredningen av olyckan, visade det sig att Bakkeruds bil inte svängde när han kom in i en rondell, utan gick rakt fram och träffade ett stålräcke. Inom en vecka hade en stor mängd människor lagt ut blommor vid olycksplatsen och polisen hade satt upp en gul skylt till hans minne, där det stod att Christian Bakkerud hade kraschat där klockan 06:00 den 10 september 2011 och avlidit.
Under Singapores Grand Prix 2011 körde Hispania Racing med en hyllning till Bakkerud på sina bilar. Lewis Hamilton körde även med en hjälm med Bakkeruds initialer på, till minne av honom.